# Наука о стекле в творчестве М. В. Ломоносова
Наука о стекле — один из наиболее важных разделов в естественнонаучном наследии Михаила Васильевича Ломоносова. 

Памятник Ломоносову М.В. перед Саратовстройстекло

Наука о стекле как область физико-химических исследований родилась на стыке химии и физики, то есть в пределах новой науки — физической химии. С поправками на общие изменения в естествознании можно говорить, что методологические особенности, методики как таковые, и роль в теории познания физической химии как науки были заложены М. В. Ломоносовым. Подход, который свойственен деятельности учёного в исследований силикатов и, в частности, стёкол, мало чем отличается от того, который имел место на протяжении более чем ста последовавших лет, причем как в теории так и на практике, в области развития технологий. М. В. Ломоносовым проведено огромное количество исследований стёкол, он заложил основы производства цветных стекол, им выработана методика варки смальт, которые получили применение в создании возрождённых им мозаик.

## Лаборатория. Гипотеза, эксперимент, технология
В своей Химической лаборатории М. В. Ломоносов в 1752—1753 годах впервые за всю историю науки читал курс физической химии студентам академического университета. А разрешение на строительство этой лаборатории он смог получить только после трёхлетних усилий — это была первая научно-исследовательская и учебная лаборатория в России.

...без лаборатории принуждён только одним чтением химических книг и теориею довольствоваться, а практику почти вовсе оставить и для того от ней со временем отвыкнуть.
— М. В. Ломоносов
В октябре 1748 года, когда она, наконец, была построена, и получила оборудование, изготовленное по чертежам и проектам самого учёного, он начал проводить в ней экспериментальные исследования по химии и технологии силикатов, по обоснованию теории растворов, по обжигу металлов, а также — осуществлял пробы руд.
Здесь он провёл более 4-х тысяч опытов, разрабатывая технологию цветных стёкол — прозрачных и непрозрачных («глухих» — смальт) . Эту методику он применил в промышленной варке цветного стекла и при создании изделий из него.
Самое слабое место в стекольном производстве того времени — крайняя скудость палитры исходного материала и, как следствие того — окраски выпускавшихся изделий: большая часть производившегося Санкт-Петербургским стеклянным заводом была бесцветна, и лишь малая — окрашена в синий и зелёный цвета. В Европе, например, известный германский стеклотехник-алхимик Иоганн Кункель ещё в XVII столетии в совершенстве овладел возрождённым им способом получения красного стекла — «золотого рубина» (ещё римляне знали эту технологию, подразумевающую включение золота в состав шихты — отсюда название, но она была утрачена). Между тем, и Кункель унёс в могилу тайну этой красоты, оставив записку такого содержания: «Так как этот секрет стоил мне больших трудов, стараний и забот, то пусть никто не сочтёт дурным, что я не делаю его сейчас достоянием всех». И одним из первых, кто вновь открыл её секрет, заново разрабатывая технологию «золотого рубина», был М. В. Ломоносов.
Возможную причину особого интереса учёного к стеклу высказывает Н. Н. Качалов, отмечая, что большинство исследователей склоняется к мнению об увиденных М. В. Ломоносовым в 1746 году итальянских мозаичных картинах, которые возбудили в нём желание во что бы то ни стало воспроизвести их. Другое мнение о природе этого интереса указывает: к решению задачи по изготовлению цветных стёкол его побудили увиденные в 1734 году в Киеве мозаики, однако Н. Н. Качалов напоминает, что сама эта поездка — факт недостоверный. В то же время, по его мнению, нельзя оставить без внимания близкое знакомство учёного со стёклами и другими силикатными расплавами в процессе изучения им технологии горнорудного и металлического дела, где шлаки занимают очень важное место — ведь именно в этой области он специализировался во время своей учёбы за границей.
Но последовательно его привлечение к промышленному стеклоделию развивалось следующим образом. В 1751 году Стеклянный завод обратился в Академию наук через Канцелярию от строений с просьбой передать результат научных работ по цветному стеклу знаменитого, «обретающегося при Академии наук советника и профессора господина Ломоносова». Это поручение Академия передала М. В. Ломоносову, и он соглашается «сие искусство открыть присяжному честному и трезвому человеку, который мог бы притом понять химические процессы, которые по сему делу знать необходимо нужно».
Во времена М. В. Ломоносова во всём мире искусство производства стекла, основываясь исключительно на эмпирических данных, находилось в руках научно необразованных практиков, так называемых «арканистов», то есть «знатоков тайн». Формально рудименты алхимических принципов ещё главенствовали в практике, развивавшейся под покровительством вольфовских метафизических концепций о духообразных флюидах и прочих «чудищах», по словам М. В. Ломоносова. И его заявление о необходимости знания химии для варки стекла звучало ересью, но он в своём мнении уже не был одинок — создатель отечественного фарфора Д. И. Виноградов, уже известный нам однокашник М. В. Ломоносова, пишет: «…дело порцелина (фарфора) химию за основание и за главнейшаго своего предводителя имеет». Считая вздорными требования М. В. Ломоносова к научной подготовке ученика, чиновники, тем не менее, не решаются противоречить строптивому профессору и отсылают в его распоряжение грамотного человека в лице «архитектурного ученика» Петра Дружинина (в таком отношении к учёным уже начало сказываться то, что «Пётр своей тяжёлой десницей сумел внедрить „решпект“ к науке» — чиновничество уже боится открыто возражать против её авторитетного мнения — и неслучайно А. С. Пушкин именует М. В. Ломоносова «великим сподвижником Великого Петра»).
Учёный был очень хорошим систематизатором, что, конечно, сказывалось в последовательном ведении определённых изысканий, когда требовалось многие закономерности подчинять строгой системе, дабы они служить могли правильному развитию поиска, без возвращения к уже пройденным опытам, — пониманию существующих зависимостей..

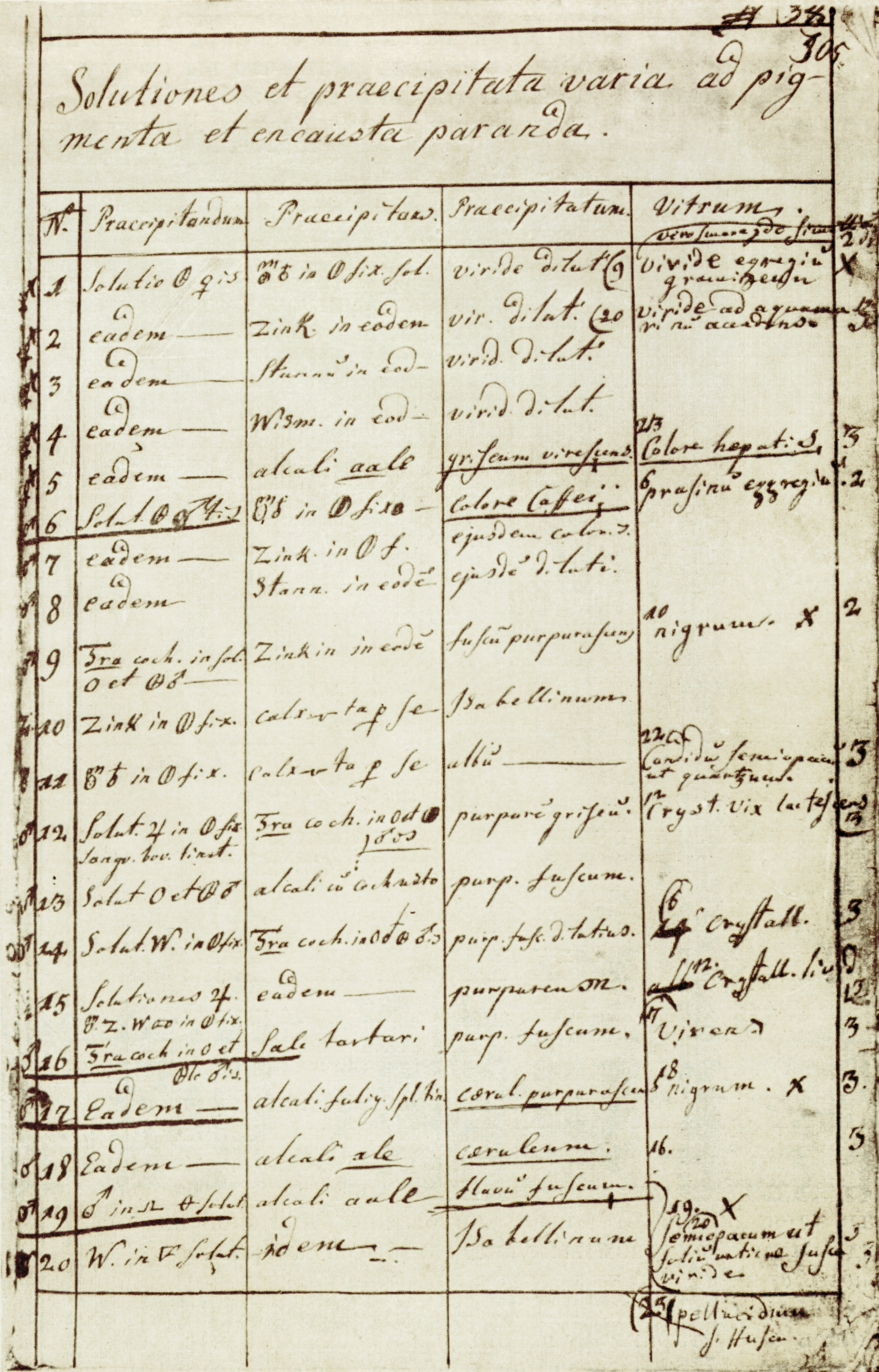
Собственноручная запись М. В. Ломоносова в лабораторном журнале.

В четырёхлетних фундаментальных научных исследованиях по химии стекла, проводившихся М. В. Ломоносовым, и потребовавших упомянутых четырех тысяч опытов, можно наблюдать три крупных этапа:
- Расширение ассортимента исходных материалов.

В доломоносовский период применялось при варке стёкол не более полутора десятков компонентов шихты: Стеклообразующие материалы (состав шихты): песок, щелочи (зола растений), селитра, известь, свинцовый сурик, бура; Красители: «магнезия пьемонтская» (с включением марганца), медная окалина, железная окалина (крокус, железная руда), сера (сульфиды), уголь, «сафра» (кобальтовая руда), хлорное золото; Глушители: окись олова, костяная мука.
Первой и основной, на начальном этапе, была потребность расширения этого набора реактивов — в такой степени, в которой позволяло это сделать современное ему состояние химической промышленности и горного дела. Учёный всеми доступными путями, иногда преодолевая большие трудности, приобретал различные искусственные и минеральные вещества, подготавливая их к предстоящим экспериментам — обрабатывая, очищая от примесей. К началу работ он имел в своём распоряжении около 60-ти различных материалов.
- Получение сравнительно чистых разных минеральных красителей — посредством химической обработки природных и искусственных соединений.

- Изучение действия красителей на стекло

К этому этапу — основному во всех исследованиях, возможным становилось перейти только по окончании двух предшествующих. С необычайной для того времени широтой плана приступает к нему учёный. Его исследования явления окрашивания стекла подразумевает влияние на него таких факторов:
- Происхождение и природа красителя;
- Способ его приготовления;
- Состояние, в котором он вводится;
- Концентрации самого красителя и каждого его компонента, входящего в состав стекла;

В данном случае с особой ясностью сказались упомянутые качества учёного как систематизатора — работы проводились на чрезвычайно высоком методическом уровне: для каждого из вышеозначенных факторов производилась большая самостоятельная серия опытов, когда количественное участие его систематически изменялось в очень широких пределах.
- Правильно были организованы опытные плавки, точно подобраны размеры тиглей — они достаточны велики, чтобы полученный расплав давал возможность делать достоверные выводы, но уместно малы, для использования ёмкости лабораторной печи, с проведением больших серий варок при точной аналогии температурного и газового режимов — современные тигли для подобных работ примерно таких же размеров.
- Строго соблюдалось единообразие условий опытов — при изучении качественного влияния какого-либо одного фактора, соблюдались все меры, чтобы действие остальных технологических параметров эксперимента оставались постоянными.
- Соблюдение строгой количественной дозировки компонентов — новость для того времени.
- Навешивание с достаточной точностью, до 1 грана (0,0625 г).
- Образцы хранились в системе — в специальных пронумерованных ящиках. Учитывая наличие тысяч таких эталонов, можно понять, что это соблюдение настоящего условия требовало корректности и аккуратности.
- Лабораторный журнал вёлся с педантической точностью, в большинстве случаев собственноручно самим М. В. Ломоносовым, который заносил в него все наблюдения, факты и выводы.
- Впервые очень чётко был сформулирован вопрос о влиянии состава стекла на его свойства. Сейчас целесообразность такой постановки исследования очевидна, но в то время — это было новаторством, и теоретическая часть интересовала учёного не меньше, чем поиск красителей для производственного стеклоделия, он пишет: «…прилагаю я возможное старание, чтобы делать стёкла разных цветов, которые бы помянутым художествам годны были и в том имею нарочитые прогрессы. При всех сих практических опытах записываю и те обстоятельства, которые надлежат до химических теорий».[1]

Одновременно он занимается и теорией цвета, что пребывает в отчётливой связи с настоящими и другими его исследованиями. Он интересовался природой света и цветов с самого начала своей научной деятельности. Постигая ньютоновскую теорию истечения света, он, сопоставляя в 1741—1743 годах доводы, говорящие в пользу и против неё, приходит к умозаключениям, которые сводятся к тому, что «Свет [распространяется] колебательным [движением]»; Тогда же, в ходе размышлений о природе цветов, им был задуман ряд опытов с цветными стёклами. И в согласовании со своими теоретическими исследованиями эти эксперименты М. В. Ломоносов получил возможность проводить с 1748 года в своей Химической лаборатории, когда им были получены такие стёкла, рецептуры которых нашли применение впоследствии, при создании его мозаичных работ. Результатом этого комплкса научных исследований явилось также создание им собственной теории света и цвета, основывающейся на представлении о распространении света посредством колебания частиц эфира, заполняющего мировое пространство (уже в XIX веке академик Б. Б. Голицын назовёт её «теорией волнения») .
Множество разнообразно окрашенных стёкол было получено М. В. Ломоносовым при весьма ограниченном наборе элементов, использовавшихся в качестве включений, влиявших на цветность (ныне применяющиеся с этой целью хром, уран, селен, кадмий, попросту ещё не были открыты в то время) — очень искусно варьируя приёмы химической обработки в восстановительных и окислительных условиях при изменении состава стекла за счёт введения свинца, олова, сурьмы и некоторых других веществ.
Богатейшие красные тона получены в результате добавки меди для смальт, называемых мастерами мозаики «скарцетами» и «лаками». Очень большого умения требует их варка, которая до сих пор не всегда бывает успешной. Медь использовалась учёным также для получения зелёных и бирюзовых оттенков. И поныне знатоки мозаичного искусства очень высоко ценят полихромные качества ломоносовских смальт, и многие считают, что таких замечательных красных и зелёных оттенков крайне редко и мало кому удавалось получить.
И вот слова Л. Эйлера, подтверждающие признание роли М. В. Ломоносова в основании науки о стекле — и не только в его отечестве:
Как я всегда удивляюсь счастливому твоему остроумию, которым в толь разных науках превосходствуешь и натуральныя явления с особливым успехом изъясняешь, так приятно было мне известие... Достойное вас дело есть что вы стеклу возможные цветы дать можете. Здешние химики сие изобретение за превеликое дело почитают.

## Стекольная фабрика
В 1753—1754 годах недалеко от Ораниенбаума в деревне Усть Рудицы Копроского уезда М. В. Ломоносов получает для строительства стекольной фабрики земельный надел, а в 1756 году земли были ему жалованы в вечное пользование. При постройке этой фабрики учёный проявляет свои инженерные и конструкторские способности, начиная с выбора места строительства, расчётов строительных материалов и ориентации на первоклассные ямбургские пески и достаточное количество леса для стеклоплавильных печей и пережигания на золу; — проектирования цехов завода, детальной разработки технологического процесса, конструирования лабораторных и производственных печей, оригинальных станков и инструментов; — и кончая оформлением графических материалов, которые выполняются им также собственноручно или при непосредственном его руководстве. Усть-Рудицкая фабрика представляла собой своеобразное и в полной мере новое стекольное промышленное предприятие, и поскольку руководил ею создатель науки о стекле, ведущее место отведено было лаборатории, причём находившейся в процессе эксперимента и в постоянном совершенствовании. Первоначально на фабрике выпускался только бисер, пронизка, стеклярус и мозаичные составы (смальты). Через год появляются различные «галантерейные изделия»: гранёные камни, подвески, броши и запонки. С 1757 года фабрика начинает выпускать столовые сервизы, туалетные и письменные приборы — всё из разноцветного стекла, по большей части бирюзового. Постепенно, по прошествии нескольких лет, было налажено производство крупных вещей: дутых фигур, цветников, украшений для садов, литых столовых досок.
Эта страница деятельности М. В. Ломоносова — яркий пример органичного сочетания всего разнообразия его способностей: как увлечённого учёного-теоретика, в совершенстве владеющего экспериментом, практика, очень удачно реализующего найденное в ходе расчётов и опытов, умелого организатора производства, вдохновенного художника-дилетанта, наделённого природным вкусом, умеющего с толком применить свои познания и в этой области. Но и сим не исчерпывается многосторонняя творческая натура — М. В. Ломоносов, ища поддержки и субсидий для развития исследований стёкол, написал беспрецедентное поэтическое произведение, единственное в своём роде; имеется в виду объём версификации, посвящённой одному предмету, в данном случае, веществу и материалу — стеклу — эту своеобразную «рекламу» составило почти 3 тысячи слов (около 15 тысяч знаков) составило его «Письмо о пользе Стекла к высокопревосходительному господину генералу порутчику, действительному Ея Императорскаго Величества каммергеру, Московскаго университета куратору и орденов Белаго Орла, Святаго Александра и Святыя Анны кавалеру Ивану Ивановичу Шувалову, писанное в 1752 году»:

Неправо о вещах те думают, Шувалов,

Которые Стекло чтут ниже Минералов,

Приманчивым лучем блистающих в глаза:

Не меньше польза в нем, не меньше в нем краса.

<...>

Так в бисере Стекло, подобясь жемчугу,

Любимо по всему земному ходит кругу.

Им красится народ в полунощных степях,

Им красится Арап на южных берегах.

В Америке живут, мы чаем, простаки,

Что нам драгой металл из сребряной реки

Дают Европскому купечеству охотно

И бисеру количество несчотно,

Но тем, я думаю, они разумне нас,

Что гонят от своих бедам причину глаз.

<...>

Потом Гугении, Кеплеры и Невтоны,

Преломленных лучей в Стекле познав законы,

Разумной подлинно уверили весь свет,

Коперник, что учил, сомнения в том нет.

<...>

Во зрительных трубах Стекло являет нам,

Колико дал Творец пространство небесам.

Толь много солнцев в них пылающих сияет,

Недвижных сколько звезд нам ясно ночь являет.

<...>

Далече до конца Стеклу достойных хвал,

На кои целый год едва бы мне достал.

Затем уже слова похвальны оставляю

И что о нем писал, то делом начинаю.

<...>
— Избранные произведения, 1986, том 2, с. 234—244
Подводя итог этому последнему разделу творчества М. В. Ломоносова, завершающему его служение и науке и искусству, мозаикам, Н. Н. Качалов в таких словах отмечает основные его результаты:

Разработана и внедрена в лабораторную практику подлинно научная методика экспериментального исследования с соблюдением строгого постоянства условий опытов, с точным учётом наблюдаемых явлений, с систематизированным хранением образцов и с ведением лабораторного журнала.
Проведено первое, строго научное капитальное исследование действия на стекло разнообразных минеральных красителей и заложены начала методики изучения влияния состава стекла на его свойства.
При крайне ограниченном количестве известных в то время минеральных красителей разработана рецептура многочисленных цветных стёкол с применением самых передовых методов химико-лабораторного экспериментрования.
Разработана богатейшая палитра мозаичных смальт.
Осуществлено внедрение методики варки цветных стёкол и производство, в результате чего отечественные стекольные заводы начали выпускать разнообразно расцвеченные художественные изделия.
Построена стекольная фабрика, передовая по оборудованию и методам работы, предназначенная для производства различных художественных изделий из цветного стекла по технологии, разработанной Ломоносовым.
— Качалов, 1959, с. 301